# Emmy Rossum
Emmanuelle Grey Rossum (Nova Iorque, 12 de setembro de 1986) é uma cantora, compositora e atriz americana. Ela atuou em filmes como O Dia Depois de Amanhã (2004), Poseidon (2006), O Fantasma da Ópera (2004), Dragonball Evolution (2009) e Dezesseis Luas (2013). Ela é também conhecida por seu papel de Fiona Gallagher na série de TV americana Shameless (2011-2019). Ela atuou como diretora e produtora da série do canal Peacock de 2022 chamada Angelyne na qual ela também estrela a produção.

## Biografia
Filha única, Emmy cresceu em Manhattan e começou a cantar no Metropolitan Opera, no Lincoln Center aos 6 anos, cantando com Placido Domingo e Luciano Pavarotti. Durante cinco anos, ela cantou em cinco idiomas diferentes em mais de vinte óperas diferentes, incluindo La Bohème, Turandot, The Damnation of Faust e A Midsummer Night's Dream (Sonho de Uma Noite de Verão) e teve o prazer de trabalhar sob a direção de Franco Zeffirelli em Carmen. Mais tarde, saiu do Metropolitan Opera por estar "grande demais para as roupas de criança", então decidiu atuar. Ela assinou com um empresário e começou a fazer audições.

## Carreira
Em 1997, fez sua estreia na televisão na novela As The World Turns. Mais tarde naquele ano, fez uma participação na série Law & Order, e no ano seguinte apareceu em dois filmes e uma minissérie. Rossum recebeu uma indicação para o Young Artist Award em 1999 na categoria "Melhor Performance num filme de televisão", pelo filme Genius, seguido pelo papel de jovem Audrey Hepburn no filme da ABC, The Audrey Hepburn Story (2000). Emmy fez sua estreia na telona como a órfã Deladis em Songcatcher, que estreou no Sundance Film Festival, ganhando o "Special Jury Award for Outstanding Ensemble Performance". Emmy também recebeu uma nominação no Independent Spirit Award, na categoria "Melhor Performance de Estréia", e faz um dueto com Dolly Parton na trilha sonora de Songcatcher.

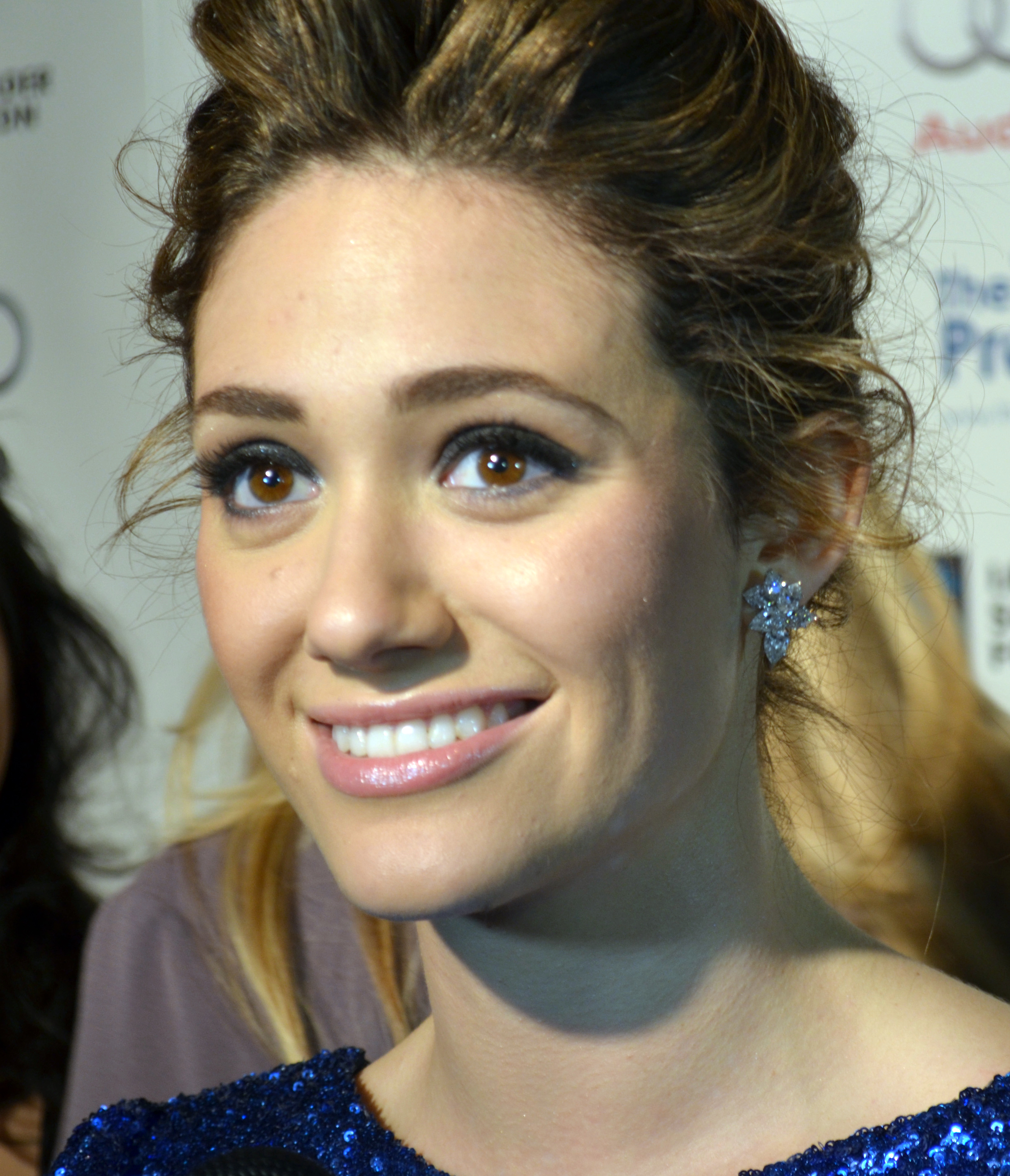
Rossum em 2011.

Emmy pode ser vista em grandes filmes de Hollywood, como Sobre Meninos e Lobos, num papel coadjuvante, interpretando a filha assassinada de Sean Penn, O Dia Depois de Amanhã, ao lado de Dennis Quaid e Jake Gyllenhaal. Mas sua grande oportunidade apareceu quando ela ganhou o papel de Christine Daaé, na adaptação cinematográfica do musical de Andrew Lloyd Weber, O Fantasma da Ópera.
Em 2007 assinou um contrato com a gravadora Geffen Records e lançou o disco chamado Inside Out, cujas músicas foram compostas por ela mesma. A última canção, intitulada "Anymore", tem uma forte ligação com sua vida pessoal. Trata-se de quando sua mãe estava grávida e seus pais se separaram, consequentemente fazendo com que Emmy visse seu pai apenas duas vezes ao longo de sua vida. No mesmo ano lançou um EP de natal intitulado de Carol of the Bells.
Foi confirmada sua presença no papel de Bulma Briefs no longa Dragonball Evolution, que foi lançado em 10 de abril de 2009, no qual definiu como um dos "mais desafiadores personagens" de sua vida, já que aprendeu a andar de motocicleta, e a ser mais "durona", aprender a atirar, diferentemente do que é na vida real. Outro fator que o levou a esse comentário, segundo a própria é a responsabilidade de fazer uma adaptação de um desenho que vendeu mais de 50 milhões de cópias de mangás.
Em 2013 ela lançou um álbum chamado Sentimental Journey.

## Filmografia e Discografia
| Ano  | Título                      | Papel                      | Notas                           |
| ---- | --------------------------- | -------------------------- | ------------------------------- |
| 1999 | Genius                      | Claire Addison             |                                 |
| 2000 | Coletora de Canções         | Deladis Slocumb            |                                 |
| 2000 | It Had to Be You            | Jovem mulher               |                                 |
| 2001 | Uma Rapsódia Americana      | Sheila                     |                                 |
| 2001 | Happy Now                   | Nicky Trent / Jenny Thomas |                                 |
| 2002 | Passionada                  | Vicky Amonte               |                                 |
| 2003 | Nola                        | Nola                       |                                 |
| 2003 | Mystic River                | Katie Markum               |                                 |
| 2004 | The Day After Tomorrow      | Laura Chapman              |                                 |
| 2004 | O Fantasma da Ópera         | Christine Daaé             |                                 |
| 2006 | Poseidon                    | Jennifer Ramsey            |                                 |
| 2009 | Dragonball Evolution        | Bulma                      |                                 |
| 2009 | Dramas Adolescentes         | Alexa Walker               |                                 |
| 2011 | Inside                      | Christina Perasso          |                                 |
| 2013 | Dezesseis Luas              | Ridley Duchannes           |                                 |
| 2014 | Before I Disappear          | Maggie                     |                                 |
| 2014 | You're Not You              | Bec                        |                                 |
| 2014 | Comet                       | Kimberly                   | Também como produtora executiva |
| 2018 | A Futile and Stupid Gesture | Kathryn Walker             |                                 |
| 2018 | That's Harassment           | Journalist                 | Curta-metragem                  |
| 2019 | Cold Pursuit                | Kimbery “Kim” Dash         |                                 |

| Ano       | Título                    | Papel            | Notas                                                                   |
| --------- | ------------------------- | ---------------- | ----------------------------------------------------------------------- |
| 1996      | Grace & Glorie            | Luanne           |                                                                         |
| 1997      | As the World Turns        | Abigail Williams |                                                                         |
| 1997      | Law & Order               | Alison Martin    | Episódio: "Ritual"                                                      |
| 1998      | A Will of Their Own       | Young Sarah      |                                                                         |
| 1998      | Only Love                 | Lily             |                                                                         |
| 1999      | Snoops                    | Caroline Beels   | 2 episódios                                                             |
| 1999      | Genius                    | Claire Addison   |                                                                         |
| 2000      | The Audrey Hepburn Story  | Audrey Hepburn   |                                                                         |
| 2001      | The Practice              | Allison Ellison  | 2 episódios                                                             |
| 2008      | I Love The New Millennium | Ela mesma        | 3 episódios                                                             |
| 2011–2019 | Shameless                 | Fiona Gallagher  | Protagonista (temporadas 1-9, 110 episódios); diretora (2 episódios)    |
| 2017      | Animal Kingdom            |                  | Diretora (2ª temporada, episódio 4: Broken Boards)                      |
| 2019      | Mr. Robot                 | Carol Singer     | Episódio "401 Unauthorized"; não-creditada                              |
| 2019      | Modern Love               |                  | Diretora (episódio: "So He Looked Like Dad. It Was Just Dinner, Right?" |
| 2022      | Angelyne                  | Angelyne         | 5 episódios; produtora executiva                                        |
| TBA       | The Crowded Room          | Candy Sullivan   | Protagonista                                                            |

| Título                     | Detalhes                                                                                                 | Posições nos Charts | Posições nos Charts | Posições nos Charts |
| Título                     | Detalhes                                                                                                 | US                  | US Jazz             | US New Age          |
| -------------------------- | --- | ------------------- | ------------------- | ------------------- |
| Inside Out                 | Data de Lançamento: 23 de Outubro de 2007 Gravadora: Geffen Records Formato: CD, digital, download       | 199                 | -                   | 2                   |
| Carol of the Bells (EP)    | Data de Lançamento: 27 de Novembro de 2007 Gravadora: Geffen Records Formato: CD, digital, download      | -                   | -                   | -                   |
| Sentimental Jouney         | Data de Lançamento: 29 de Janeiro de 2013 Gravadora: Warner Bros. Records Formato: CD, digital, download | 92                  | 1                   | -                   |
| "-" não debutou nos charts | |                     |                     |                     |

Singles
| Ano  | Título       | Album               | Posições nos Charts |
| Ano  | Título       | Album               | CAN Digital         |
| ---- | ------------ | ------------------- | ------------------- |
| 2007 | Slow Me Down | Inside Out          | 37                  |
| 2012 | Pretty Paper | Sentimental Journey | -                   |

| Ano  | Título           | Diretor             |
| ---- | ---------------- | ------------------- |
| 2007 | Slow Me Down     | Thomas Kloss        |
| 2007 | The Great Devide |                     |
| 2007 | Inside Out       |                     |
| 2007 | Stay             |                     |
| 2007 | Falling          | Adam Egypt Mortimer |

## Prêmios e indicações
| Ano  | Premiação                                 | Categoria                                                              | Trabalhos                | Resultado |
| ---- | ----------------------------------------- | ---------------------------------------------------------------------- | ------------------------ | --------- |
| 2000 | Young Artist Awards                       | Best Performance in a TV Movie or Pilot – Supporting Young Actress     | Genius                   | Indicado  |
| 2001 | Film Independent Spirit Awards            | Best Debut Performance                                                 | Songcatcher              | Indicado  |
| 2003 | Circuit Community Awards                  | Best Cast Ensemble (elenco)                                            | Mystic River             | Indicado  |
| 2004 | National Board of Review                  | Best Breakthrough Performance by an Actress                            | The Phantom of the Opera | Venceu    |
| 2004 | Saturn Awards                             | Best Performance by a Younger Actor                                    | The Phantom of the Opera | Venceu    |
| 2004 | Broadcast Film Critics Association Awards | Best Young Actress                                                     | The Phantom of the Opera | Venceu    |
| 2004 | Golden Globe Awards                       | Best Performance by an Actress in a Motion Picture – Musical or Comedy | The Phantom of the Opera | Indicado  |
| 2004 | Satellite Awards                          | Best Actress in a Motion Picture, Comedy or Musical                    | The Phantom of the Opera | Indicado  |
| 2005 | Young Artist Awards                       | Best Performance in a Feature Film – Leading Young Actress             | The Phantom of the Opera | Venceu    |
| 2005 | MTV Movie Awards                          | Breakthrough Female                                                    | The Day After Tomorrow   | Indicado  |
| 2009 | Hamptons International Film Festival      | Breakthrough Performer (Rising Stars)[carece de fontes?]               | Dare                     | Venceu    |
| 2009 | Savannah Film and Video Festival          | Young Hollywood Award[carece de fontes?]                               | —                        | Venceu    |
| 2012 | Critics' Choice Television Awards         | Best Actress in a Drama Series                                         | Shameless                | Indicado  |
| 2014 | Critics' Choice Television Awards         | Best Actress in a Comedy Series                                        | Shameless                | Indicado  |
| 2014 | Young Hollywood Awards                    | Fan Favorite Actor – Female                                            | —                        | Indicado  |
| 2014 | Young Hollywood Awards                    | You're So Fancy                                                        | —                        | Indicado  |
| 2014 | Catalina Film Festival                    | Avalon Award[carece de fontes?]                                        | —                        | Venceu    |
| 2014 | Northeast Film Festival                   | Best Supporting Actress in a Feature                                   | Before I Disappear       | Venceu    |
| 2014 | Satellite Awards                          | Best Actress in a Comedy Series                                        | Shameless                | Indicado  |
| 2016 | People's Choice Awards                    | Favorite Premium Cable TV Actress                                      | Shameless                | Indicado  |
| 2019 | Shorty Awards                             | Best Actress                                                           | Shameless                | Indicado  |